# Parathestonia
Parathestonia är ett släkte av skalbaggar. Parathestonia ingår i familjen vivlar.
Kladogram enligt Catalogue of Life:
| Parathestonia | \| \| Parathestonia obtecta \| \| \| \| |
|               | \| \| Parathestonia obtecta \| \| \| \| |
|               | Parathestonia obtecta                   |
|               |                                         |